# Eremiascincus richardsonii
Eremiascincus richardsonii — вид сцинкоподібних ящірок родини сцинкових (Scincidae). Ендемік Австралії.

## Поширення і екологія
Eremiascincus richardsonii широко поширені на території Австралії. Вони живуть в сухих саванах, на сухих луках та в чагарникових заростях. Ведуть нічний. риючий спосіб життя. Живляться безхребетними, іноді дрібними ящірками. Відкладають яйця.